# احمدرضا دهپور

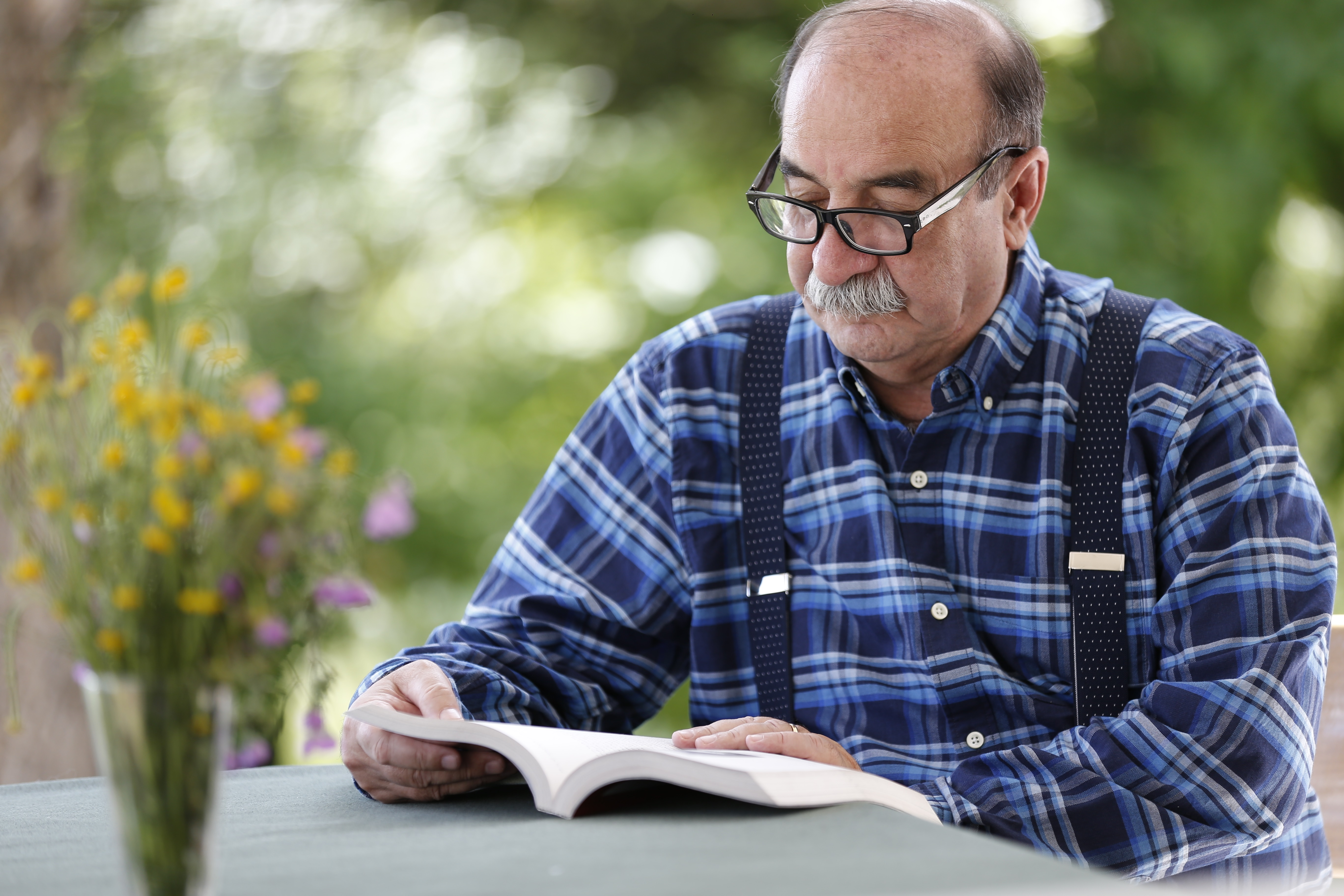
احمدرضا دهپور

احمدرضا دِهپور (زادهٔ ۱۳۲۷ خورشیدی در دیلمان) داروشناس و متخصص در زمینهٔ زیست‌پزشکی است که مدرک دکتری خود را از دانشگاه علوم پزشکی تهران گرفته است. وی به عنوان پرکارترین پژوهشگر سال ۲۰۰۶ ایران شناخته شد. همچنین وی برگزیده رتبه اول گروه محققین علوم پایه پزشکی در بیست و سومین جشنواره تحقیقات علوم پزشکی رازی در سال ۱۳۹۶ و برگزیده جایزه علمی علامه طباطبایی بنیاد ملی نخبگان در سال ۱۳۹۰ می‌باشد. وی یکی از هشت دانشمند ایرانی‌ست که در فهرست دو درصد دانشمند برتر جهان قرار گرفته است.